# Nemzetközi Názáreti Ifjúság
A Nemzetközi Názáreti Ifjúság (NNI) a Názáreti Egyház ún. kisegítő szervezete.
A Nemzetközi Názáreti Ifjúság tagságába tartoznak mindazok, akik részt vesznek a názáreti ifjúsági szolgálatban, és úgy döntenek, hogy azonosulnak kinyilvánított látásukkal és értékeivel. A Názáreti Egyház vallja, hogy a fiatalság szerves része az Egyháznak. A Nemzetközi Názáreti Ifjúság azért van, hogy a fiatalokat Jézus Krisztushoz fűződő, élethosszig tartó kapcsolathoz vezesse, és segítsen nekik tanítványként növekedni a keresztyén szolgálat útján.
A Nemzetközi Názáreti Ifjúság küldetése az, hogy a nemzedékünket dinamikus életre hívjuk Krisztusban.

## Az NNI rövid története
A Názáreti Egyházban korai szolgálatok megalakulása - például a nők vagy férfiak felé való szolgálat -, arra buzdította az ifjúságot, hogy tanulmányozzák az Isten Igéjét, imádkozzanak, megosszák egymással bizonyságaikat, és evangélizációra való felkészítést vezessenek. A mozgalom korai tagjai az 1Tim 4:12-t választották mottónak: „Senki meg ne vessen ifjú korod miatt, hanem légy példája a hívőknek beszédben, magaviseletben, szeretetben, hitben, tisztaságban.”
Erre az alapra építve sikerült 523 tagról 12,768 tagra növekednie az ifjúsági szolgálatnak 1908-tól 1923-ig, amikor is a Názáreti Fiatalok Szervezete hivatalosan is megalakult. 1972-ben Nemzetközi Názáreti Ifjúságra (NNI) változtatták, hogy így jobban tükrözze az egyház nemzetközi munkáját és terjeszkedését.
A názáreti ifjúsági mozgalom egy világméretű szervezetté vált, mely szolgálati lehetőségeket nyújt, táborokat és konferenciákat szervez, felkészít különböző szolgálatokra és missziós élményeket ad.
2008-ban már a Nemzetközi Názáreti Ifjúság több mint 380,000 fiatalt foglal magában, és az ifjúsági munkát megszervezték minden régióban. Továbbra is célja a „komolyabb keresztény életet” szem előtt tartani és azt megvalósítani, illetve továbbra is a hármas stratégiájukra (evangélizáció-tanítványság-fiatalok mozgósítása) építve haladnak tovább.

## Értékeik[3]
- Értékelik a fiatalokat… fontosak Isten országában.
- Értékelik a Bibliát… amely Isten változhatatlan igazsága életünkre nézve.
- Értékelik az imádságot… a mennyei Atyával folytatott létfontosságú, kölcsönös kommunikációt.
- Értékelik az egyházat… a szentséget hirdető hívők világméretű közösségét, amely kulturális szempontból sokszínű, de Krisztusban egy.
- Értékelik az  istentiszteletet… a bizalmas Istennel való találkozásokat, melyek megváltoztatják az életet.
- Értékelik a tanítványságot… a Krisztushoz hasonlóvá válás életformáját.
- Értékelik a közösséget… olyan  kapcsolatok építését, amelyek segítenek összekapcsolódni  egymással és Istennel.
- Értékelik a szolgálatot… Isten kegyelmének a világunkra való kiterjesztését.
- Értékelik a bizonyságtételt… Isten szeretetének szavakban és tettekben történő megosztását.
- Értékelik a szentséget… a kegyelem munkáját, melynek révén Isten az ő Szentlelkének munkálkodása által lehetővé teszi, hogy a keresztények életükkel Krisztust képviseljék mindabban, ahogy élnek és amit tesznek.

Ezek az értékek a szent élet fontos dimenziói, melyeknek tükröződniük  kell az NNI életében és  szolgálatában, az egyház minden szintjén. (Ezekről az értékekről a Názáreti Egyház Egyházrendjében  található Hitelvekben olvashatunk bővebben.)
Ezen értékek tükrözését illetően a következő vezérelveket ismeri el az NNI:

## Vezérelveik[4]
- Az NNI a fiatalokért van.

A Nemzetközi Názáreti Ifjúság azért létezik, hogy megnyerje, felkészítse és az Isten országában való szolgálatra alkalmassá tegye a fiatalokat, és elősegítse a Názáreti Egyházba való beépülésüket.
- Az NNI középpontjában Krisztus áll.

Abban, hogy mit jelent az NNI, Krisztus a meghatározó; az Isten szava jelenti a tekintélyt mindenben, amit tesz; és szentség jellemzi az NNI tagjainak életvitelét.
- Az NNI a fiatalok kapcsolatokban kifejeződő szolgálatára épül, amely a helyi gyülekezetben történik.

A fiataloknak a helyi gyülekezetben folyó hatékony szolgálata alapvető feltétele az NNI egészséges működésének és életképességének. A kapcsolatok és a testet öltött szolgálat jelentik a názáreti ifjúsági szolgálat alapját, amely a Krisztusban való lelki érettség felé vezeti a fiatalokat.
- Az NNI képezi és pártfogolja a fiatal vezetőket

Az  NNI gondoskodik a jövőbeni vezetők képzésének lehetőségeiről, hogy a fiatalok gondoskodó és támogató környezetben fejlődjenek, és használják Istentől kapott ajándékaikat, hogy a Názáreti Egyházban szilárd vezetők legyenek. A vezetőképzés, a számon kérhetőség, valamint a szolgálat értékelésének és módosításának mechanizmusai az NNI létfontosságú funkciói.
- Az NNI felhatalmaz a vezetésre

Az időszerű ifjúsági szolgálat megköveteli, hogy a szolgálat felelőssége és a szervezeti döntések minden szinten az NNI vezetősége és a megfelelő irányító testületek kezében legyenek. A hovatartozás érzése, a tulajdonosi szemlélet, a szenvedélyes szolgálat és a döntéshozatalban való részvétel kulcsfontosságú elemei annak a folyamatnak, amelyben a fiatalok az NNI révén felkészülnek a vezetésre.
- Az NNI egységet és sokszínűséget jelent Krisztusban

Az NNI elkötelezetten megérti és ünnepli a különbségeket és a sokszínűséget: a nyelvi, bőrszínbeli, faji, kulturális, társadalmi-gazdasági és nemi eltéréseket. A különbözőségek az NNI szerint nem csorbítja az egységet, hanem erősíti a lehetőségeit és hatékonyságát. Jézus Krisztus  jó hírének kulturálisan időszerű továbbadása mindig kiemelten fontos feladat a szervezet számára.
- Az NNI hálózatokat és együttműködést teremt

Az NNI minden szintjén az együtt munkálkodás légköre jellemzi kapcsolatokat. Az egyházban létrejövő hálózatok elősegítik, hogy a fiatalok fejlődjenek és részt vegyenek a szolgálatban; az NNI aktívan részt vesz az ilyen együttműködést igénylő vállalkozásokban.

## Külső hivatkozások
- a Nemzetközi Názáreti Ifjúság nemzetközi honlapja (angol) Archiválva 2020. október 20-i dátummal a Wayback Machine-ben